# Belagerung von Wexford
Die Belagerung von Wexford (englisch Sack of Wexford, irisch Léigear Loch Garman) fand im Oktober 1649 während der Rückeroberung Irlands durch Oliver Cromwell in der Stadt Wexford statt. Die englischen Parlamentstruppen stürmten letztlich die Stadt, während sich der Kommandant der Garnison in Kapitulationsverhandlungen befand, massakrierten Soldaten sowie Zivilisten und zerstörten die Stadt und deren Hafen.

## Hintergrund
Zu Beginn der irischen Rebellion versammelten sich 1.500 Ortsansässige in der Stadt, um mit den Rebellen zu kämpfen. 1642 ordnete der örtliche Kommandant Lord Mountgarret an, dass sämtliche Protestanten die Stadt Wexford verlassen müssten. Ca. 80 englische Protestanten ertranken, als ihr Boot, mit dem sie Wexford verließen, sank. Wexford war auch Stützpunkt einer Flotte von Kaperschiffen, die englische Schiffe überfielen und 10 % der erbeuteten Waren an die konföderierte Regierung in Kilkenny abgaben. Bis 1649 gab es 40 solcher Schiffe in Wexford, die englische Schifffahrtswege überfielen. Auf beiden Seiten gab es bezüglich dieser Flotte Übergriffe: englische Schiffe warfen gefangene Seeleute aus Wexford mit zusammengebundenen Armen über Bord; im Gegenzug wurden ca. 150 englische Gefangene in Wexford gefangen gehalten und mit dem Tode bedroht, sollten diese Tötungen nicht aufhören.
1648 unterzeichnete die Konföderation einen Vertrag mit den englischen Royalisten und bildeten so eine Allianz gegen die englischen Parlamentarier, die siegreich aus dem englischen Bürgerkrieg hervorgegangen waren. Aufgrund ihrer Bedeutung war die Stadt Wexford eines der ersten militärischen Ziele Oliver Cromwells nach seiner Landung auf der irischen Insel.

## Belagerung und Plünderung
Cromwell erreichte Wexford am 2. Oktober 1649 mit 6.000 Mann, acht schweren Belagerungskanonen und zwei Mörsern. Am 6. Oktober konzentrierte Cromwell seine Truppen auf einer Anhöhe südlich der Stadt, in der sich 1.500 konföderierte Soldaten unter David Sinnot befanden. Doch die Moral in der Stadt war gering – vermutlich ein Resultat der konföderierten Niederlage bei der Belagerung von Drogheda im Monat zuvor – und viele Zivilisten in Wexford wollten kapitulieren. Doch Sinnot schaffte es, mit Cromwell in Verhandlungen über die Kapitulation zu treten, während er die Stärke seiner Garnison bis zum 11. Oktober auf 4.800 Mann aufbaute. Weiterhin war die Hauptstreitmacht der irisch-royalistischen Allianz in der nahegelegenen Stadt New Ross angekommen.
Während der Verhandlungen bestand Sinnot auf einigen Bedingungen, die für Cromwell nicht in Frage kamen, z. B. die freie Praktizierung des katholischen Glaubens, die Evakuierung der Garnison mit deren Waffen und die Verlegung der Kaperflotte in einen anderen Hafen.
Nach weiteren Angriffen Cromwells auf die Stadtmauer, die auch einen Sturmangriff ermöglichten, wurden die Verhandlungen wieder aufgenommen. Mitten in den Verhandlungen am 11. Oktober stürmten unerwartet die parlamentarischen Truppen die Stadt, plünderten und zerstörten sie. Die Umstände, die zu diesem Sturm führten, sind bislang nicht geklärt – man geht davon aus, dass diese Aktionen, insbesondere die Plünderungen, nicht von Cromwell angeordnet waren.
Der Einfall der englischen Truppen führte dazu, dass die konföderierten Soldaten panikartig versuchten zu fliehen. Sie wurden aber verfolgt und teilweise getötet. Einige Hundert Soldaten, einschließlich Davin Sinnot, wurden erschossen oder ertranken, als sie versuchten, den Fluss Slaney zu überqueren. Ein Großteil der Stadt und des Hafens brannte ab und wurde geplündert. Durch eine Volksabstimmung in den 1660er Jahren konnte man die Zahl der getöteten Zivilisten auf ca. 1.500 schätzen – diese Zahl ist nicht belegbar, aber viele Historiker gehen davon aus, dass die Zahl der getöteten Zivilisten in dieser Höhe gelegen haben könnte.
Die Zerstörung von Wexford war so schwerwiegend, dass die Stadt weder als Hafen noch als Winterquartier für die parlamentarischen Truppen dienen konnte.